# Abborrtjärnen (Lekvattnets socken, Värmland, 667112-132060)
Abborrtjärnen är en sjö i Torsby kommun i Värmland och ingår i Göta älvs huvudavrinningsområde.